# Таиров, Василий Егорович

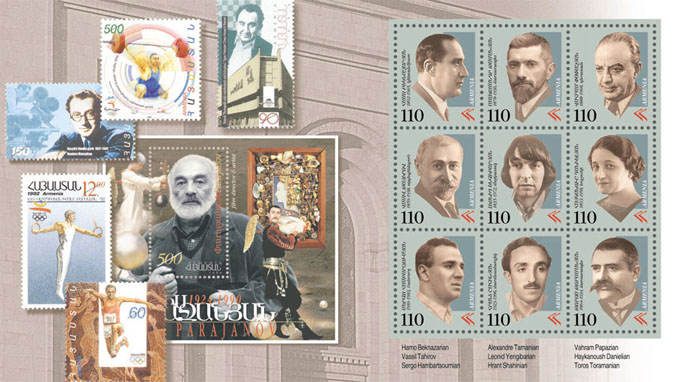
Бекназарян, Таманян, Папазян, Таиров, Енгибарян, Даниелян, Амбарцумян, Шагинян, Тороманян

Василий Егорович (Геворкович) Таиров (20 октября (1 ноября) 1859 — 23 апреля 1938) — русский и советский учёный армянского происхождения, профессор.
Доктор сельскохозяйственных наук, винодел и благотворитель, основатель первого научно-опытного учреждения в области виноградарства и виноделия (ныне — Национальный научный центр «Институт виноградарства и виноделия им. В. Е. Таирова» Национальной академии аграрных наук Украины, пгт Таирово, Одесского района Одесской области, Украина), положил начало созданию российской научной школы виноградарства и виноделия. Наравне с князем Львом Голицыным, считается основоположником шампанского производства в Российской империи.

## Биография

### Юность и образование
Армянин по происхождению, Василий Егорович (Геворкович) Таиров родился 20 октября (1 ноября) 1859 года в селе Большая Каракилиса Эриванской губернии (затем — Кировакан, ныне — Ванадзор в Армении) (по другим сведениям — 2 ноября 1859 года; ещё по другой версии родился в селе Помбак) — в скромной семье служащего.
Несмотря на трудное финансовое положение его семьи, благодаря своим родителям, он получил хорошее по тем временам образование. С восьми лет Василий начал посещать сельскую школу, а когда ему исполнилось 10 лет, отец отправил его на воспитание к своей сестре в Эривань, где в 1875 году он окончил Эриванскую классическую прогимназию. После окончания с отличием прогимназии Василий Таиров уезжает в Тифлис, в котором двоюродный брат Александр Никитич Таиров (сын тёти, у которой на воспитании находился Василий) зачисляет его в 4-й класс реального училища одноимённого города. Закончив в 1878 году курс в Тифлисском реальном училище, Василий Таиров поступает в Императорское Московское техническое училище (позже известное как МВТУ им. Баумана). Проучившись в нём год и перейдя во 2-й специальный класс с похвальным листом, он оставляет училище по причине сложной обстановки и плохого микроклимата сложившегося в учебном заведении.
В 1880 году Василий Таиров экстерном сдает экзамены на аттестат зрелости при 1-й Московской военной гимназии и поступает, пройдя огромный конкурс, в Петровскую земледельческую и лесную академию (ныне Московская сельскохозяйственная академия имени К. А. Тимирязева). Окончив обучение со степенью кандидата лесоводства, в 1884 году представляет диссертацию на тему «Производство древесной уксусной кислоты в заводах Брасовского имения», которая советом академии была признана отличной и напечатана в «Известиях академии». По настоянию двоюродного брата Василий Таиров связывает себя с изучением виноградарства и виноделия, после чего 26 декабря 1884 года его причисляют к Министерству государственных имуществ. Поскольку специализированного образования по виноделию и виноградарству в России не давали, Василий 1 января 1885 года откомандировывается за границу на три года для обучения винодельческому делу. Находясь заграницей посетил все важнейшие винодельческие местности Франции, Австро-Венгрии, Германии, Северной Италии и Швейцарии, работал в таких известных заведениях как экологический и помологический институт в Клостернойбурге близ Вены, сельскохозяйственное и винодельческое училище в Санкт-Михелэ (в Южном Тироле), училище садоводства, виноградарства и плодоводства в Гайзенхайме (на Рейне), училище земледелия и виноградарства в Монпелье в Южной Франции и многих других. В сентябре 1887 года, после обучения и установления связи с выдающимися учёными Европы, Таиров возвращается в Россию, где приступает к работе в учёном комитете Министерства земледелия. Заграничная командировка была очень напряжённая и интересная в творческом плане, что позволило Таирову принять деятельное участие в анализе состояния виноградно-винодельческой отрасли и профессионально оценить перспективы развития виноградарства и виноделия в России.

### Трудовая деятельность

Василий Таиров при параде

Состоя в учёном комитете Министерства земледелия, Василий Таиров принимает активное участие в решении вопросов, касающихся виноградарства и виноделия. Делясь полученными в ходе загранкомандировки знаниями, Таиров помещает ряд статей в журналах, касающихся вопросов отечественного виноградарства. В течение 1885—1891 годов работы и наблюдения ученого публиковались в иностранных и русских специализированных изданиях. Молодой Таиров занимался изучением возможности внедрения культуры винограда на песках, изучал вопрос районирования виноградарства в регионах, вёл активную борьбу против вырубки виноградников, на которых свирепствовала филлоксера, настаивая на том, что виноград надо прививать, а не уничтожать. После нескольких лет ведения Василием Егоровичем разъяснительной работы о целесообразности введения привитой культуры винограда в России, в 1899 году Министерство земледелия, убедившись в правоте Таирова, взяло курс на прививание виноградников в заражённых филлоксерой областях России, при этом назначив его на должность консультанта по вопросам филлоксерного дела. С этого момента в России было положено начало привитому виноградному производству. Сейчас же этот метод принят на вооружение во всем мире.
В 1891 году Василий Егорович Таиров издаёт «Библиографический указатель книг, брошюр и журнальных статей по виноградарству и виноделию» за период с 1755 по 1890 гг.", а с 1892 года он уже начинает издавать свой собственный журнал «Вестник виноделия», который должен был содействовать развитию виноградарства и виноделия. В журнале публиковались статьи видных зарубежных и отечественных учёных-аграриев и энологов, с целью популяризации и пропаганды виноградарства и виноделия при журнале выходило бесплатное приложение «Библиотеки „Вестника виноделия“». Изначально журнал издавался в Санкт-Петербурге, позже, после переезда в Одессу, редакция находилась в доме № 19 по улице Канатной., где и проживал Василий Егорович. К этому времени Таиров становится признанным специалистом в своей области, за советом к которому обращаются множество виноделов и производителей винограда. Живя в Санкт-Петербурге, он каждый год по несколько месяце проводит в виноградарских регионах, выясняя нужды производителей винограда и виноделов, оказывая им большую консультативную и организаторскую помощь.
В Эривани с 1887 года на заводе, построенном Нерсесом Таиряном, начался выпуск крепких спиртных напитков, в том числе коньяков марки «Арарат», ставшей впоследствии визитной карточкой Армении. Открытие этого завода стало возможным во многом благодаря рекомендации Василия Таирова, данной своему двоюродному брату Нерсесу Таиряну о внедрении новых технологий в виноделии и об организации выпуска коньяков на родине в Армении.
В апреле 1895 года Василий переезжает в Одессу, где разворачивает компанию против фальсификации вина и пищевых продуктов, для чего он организовывает специальную комиссию, в которую входили видные учёные Новороссийского университета, юристы, торговцы и врачи. Результатом работы членов комиссии явилось, вышедшее в свет в 1901 году, издание «Материалы по вопросу о фальсификации пищевых продуктов с приложением законопроекта». На его основе 24 апреля 1914 года был принят закон «О виноградном вине». Таким образом это событие стало первым в истории России случаем, когда законопроект был разработан общественными силами".

В конце 80-х годов XIX века Таирова все чаще стала посещать мысль о создании научно-опытной станции для проведения исследований. Впервые своими мыслями о её создании он поделился на страницах одного из последних номеров «Вестника виноделия» за 1899 год в статье «Помогите», в которой говорил 
о назревшей необходимости основания винодельческой станции, в обязанности которой входило бы изучение и разрешение разнообразных вопросов виноделия как научного, так и, в особенности, практического характера
.
На всемирной выставке 1900 года, проходившей в столице Франции, был удостоен золотой медали. В 1901 году в том же Париже была организована постоянная Международная комиссия виноградарства (впоследствии Международная организация виноградарей и виноделов — МОВВ), членом которой он становится, а уже в 1903 году Василий Таиров избирается вице-президентом этой организации. Спустя год, в 1902 году, при содействии Одесской городской управы, ему безвозмездно было выделено под научную станцию помещение, состоящее из 2-х комнат в крытом рынке на Новом базаре. С 15 октября 1904 года, после проведения ремонтных работ, помещения станции были открыты для осмотра всеми желающими, а уже 5 февраля 1905 года благодаря стараниям учёного состоялось официальное открытие первой в России винодельческой станции. Это было первое научно-опытное учреждение в области виноградарства и виноделия. Изначально штат станции был небольшим, на ней трудилось всего лишь 2 сотрудника, но по мере понимания её важности, увеличивается и финансирование, в результате чего станция расширяется до семи помещений и увеличивается штат работников. В 1905 году, за важность проделанной работы, винодельческая станция награждается золотой медалью Миланской международной выставки". Наступление 1908 года ознаменовалось решением департамента земледелия о расширении функций станции, которой вменялось устройство курсов, бесед, чтений, устройство специализированных выставок а также переподчинение нескольких виноградных питомников. В середине этого же года Василий Егорович Таиров «за отлично-усердную и полезную деятельность» был произведён в действительные статские советники". В декабре 1909 года, отмечая 25-летие научно-литературной деятельности и 5-летие станции, Таирову Натальей Духновской и подполковником артиллерии Алексеем Погорельским было выделено 5 десятин земли в 12 верстах от Одессы рядом с селом Бурлачья Балка на берегу Сухого лимана, после чего у него возникает идея начать опытную работу на винограднике. Но для постройки опытного виноградника нужны были немалые капиталовложения. К 1912 году, найдя необходимую сумму, по проекту С. В. Попова были построены основные здания и заложены опытные виноградники, а в 1914 году состоялось официальное открытие. В этом же году, по инициативе основателя, при станции открываются Высшие курсы виноградарства и виноделия, которые впоследствии предполагалось превратить в институт

Василий Егорович Таиров, помимо своей научной работы, занимался коллекционированием вин, был увлеченным коллекционером и большим энтузиастом виноделия, при жизни он собрал и систематизировал огромную коллекцию марочных вин из всех уголков планеты. Этому увлечению он отдавал все свободное время и собственные средства. Особое место в его коллекции занимала уникальная подборка вин-подделок под настоящие, которые в то время производились эксклюзивными тиражами и зачастую ценились коллекционерами даже выше оригинала.
В 1914 году, в преддверии первой мировой войны, были введены запретительные законы в отношении спиртных напитков и вин, которые являлись, согласно закону, причиной алкоголизма. Действия правительства ставили виноградарство под угрозу разорения. Отреагировав на это решение, Таиров в 1915 году, пытаясь спасти отрасль, пишет записку правительству России под названием «Виноградное вино и алкоголизм», в которой пытается показать, что вино нельзя рассматривать как причину возникновения алкоголизма, бороться, согласно ему, с алкоголизмом можно только путём воспитания у населения культуры потребления спиртных напитков. Однако попытки Таирова противопоставить алкоголизму культуру потребления столового вина не увенчались успехом и не нашли поддержки у правительства
Живя и работая в Одессе, Василий Егорович Таиров пылко любил землю предков, так, в разгар первой мировой войны, зимой 1916 года, в Одессе была объявлена подписка на журнал «Армяне и война», посвящённый вопросам армянской жизни. Идея создания ежемесячника принадлежит Василию Егоровичу Таирову, а участие в нём, помимо винодела, принимала большая группа видных русских и армянских писателей: Максим Горький, Ованес Туманян, Иван Бунин, Мариэтта Шагинян, Александр Ширванзаде, Леонид Андреев. Через два с половиной года Таиров предпринимает попытку создать Одесское армянское издательское общество со своим печатным органом — еженедельником «Вестник Армении». Первые номера вышли незадолго до прихода в Одессу большевиков. А в апреле 1919 года в Одессе вышел составленный В. Таировым сборник под названием «Армения в поэтических посвящениях»
В 1917 году в России происходит революция, вследствие чего научная станция остается без средств существования. В результате закрываются Высшие курсы по виноградарству и виноделию, а также перестает издаваться «Вестник виноделия». В таких условиях Таиров сумел сохранить научные и имущественные ценности и даже умудрился провести несколько исследовательских работ. В 1922 году, после окончания гражданской войны, станцию посетил народный комиссар земледелия, который отметил, что 
не получая средств от Народного Комиссариата Земледелия, работники станции сумели создать хозяйственную базу для сохранения станции и развития научных работ.
Постепенно ситуация в стране улучшилась, начали проводиться всесоюзные совещания по виноградарству, на которых неизменно присутствовал Таиров. На одном из таких совещаний, по инициативе Василия Егоровича, принимается решение об организации при винодельческой станции государственного питомника по выращиванию привитых саженцев, для чего выделяется 115 гектар земли. В 1922 году, в честь 20-летия станции и 40-летия научной деятельности Таирова, научно опытной станции присваивается имя её основателя, а на работу на станцию отправляются ряд ещё молодых, но в будущем известных учёных-виноградарей, с которыми Таиров делится своим богатым опытом. Таким образом он положил начало созданию отечественной научной школы виноградарства и виноделия. Здесь же впервые была поставлена задача вывести устойчивые сорта винограда.
В начале 1926 года против Василия Таирова было выдвинуто ряд обвинений, в результате чего 19 января, не выдержав давления и обвинений, он покидает свою научно-исследовательскую станцию, которую к тому времени, в честь 10-летия революции, переименовывают в честь Климента Тимирязева, не имевшего ни малейшего отношения ни к основанию станции, ни к виноградарству. В этом же году Таиров начал редактировать журнал «Вестник виноделия Украины», который в 1929 году был переименован в «Вестник виноградарства, виноделия и виноторговли СССР», но уже спустя два года в 1931 году журнал прекратил своё существование. Но несмотря ни на что он, отстраненный всех важных дел, находясь в бедноте продолжал свою деятельность и в 1934 году пишет ряд статей по виноградарству и виноделию в создаваемую Советскую энциклопедию, составляет и издает «Справочный словарь по виноградарству и переработке винограда». Множество работ и статей, по причине нахождения его в опале, остаются так и не опубликованными и «ложатся в стол» автора. В 1935 году, накануне 30-летия станции и 50-летия научной деятельности Таирова, со всех уголков земли посыпались письма с вопросами когда и где будет отмечен юбилей профессора? В этом же году засухи и суровая зима на Украине привели к тому, что гибриды прямых производителей, которые интенсивно сажались, практически полностью погибли, в отличие от привитых сортов винограда, о насаждении которых в своё время настаивал Таиров — они хоть и пострадали, но сохранились. Вскоре после этих событий, в начале 1936 года, с Василия Егоровича Таирова, которому в то время было уже семьдесят шесть лет, сняли все обвинения как надуманные и беспочвенные. Институту же было возвращено имя его основателя, а ему самому — все звания, назначена персональная пенсия, квартира с которой его пытались выселить, была отремонтирована за государственный счёт и была закреплена за ним пожизненно, так же ему без защиты была присвоена учёная степень доктора сельскохозяйственных наук, утверждено учёное звание — профессор. Благодаря реабилитации учёный также был восстановлен в должности директора института.
Умер армянин, прославивший Одессу, 23 апреля 1938 года и похоронен на Втором городском кладбище города Одессы рядом со своей женой Евгенией Николаевной (1865—1908), дочерью Николая В.  Шелленберга (Schellenberg Nikolai V., 1833—1892), похороненного на том же кладбище.

## Судьба коллекции вин

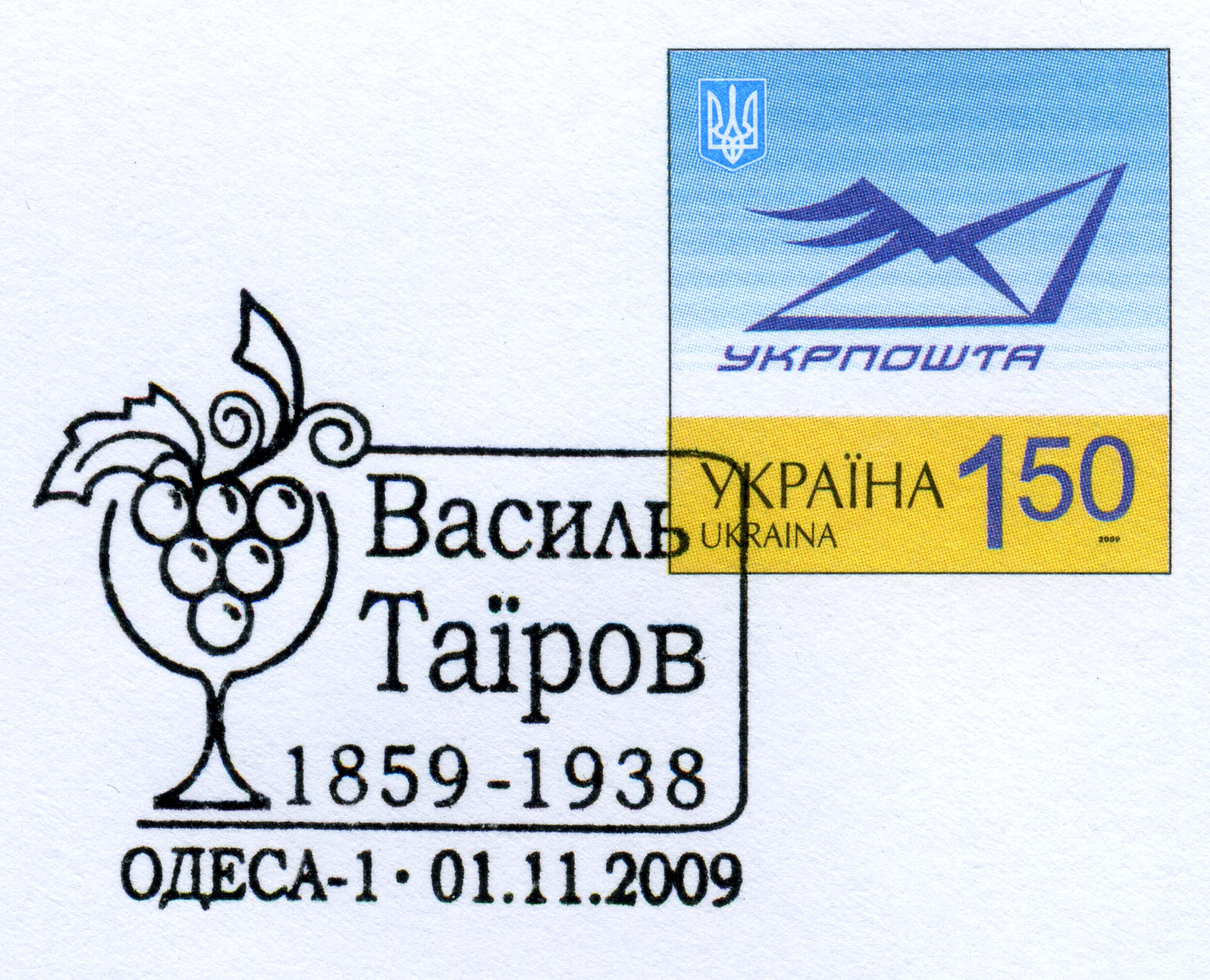
Специальное гашение в честь 150-летия В. Таирова. Одесса, 2009

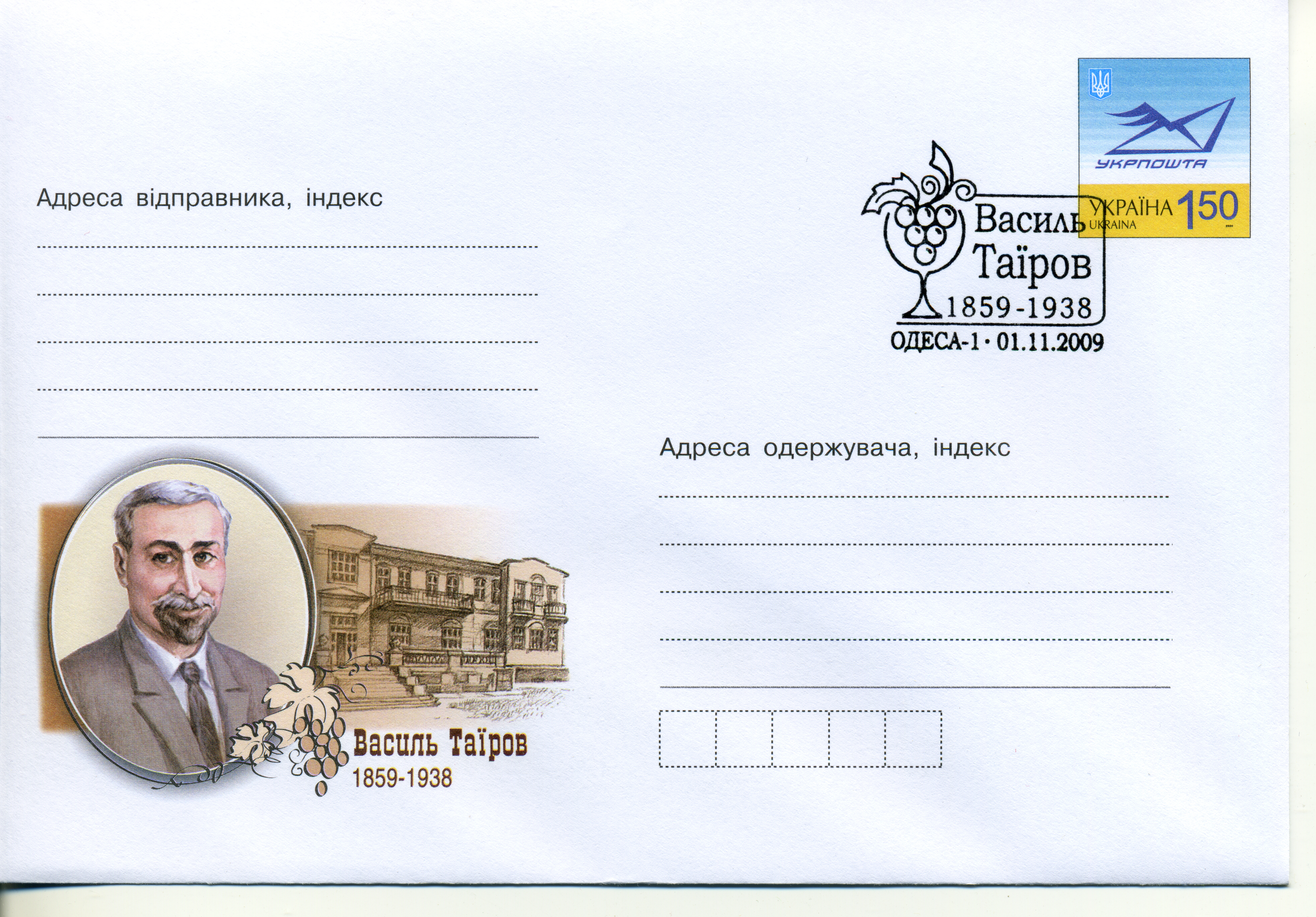
Специальное гашение в честь 150-летия В. Таирова. Одесса, 2009

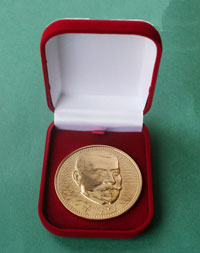
Медаль имени Василия Егоровича Таирова

После смерти Василия Егоровича коллекцию вин, которую он собирал на протяжении всей своей жизни, объявили национальным достоянием Советской республики. В 1941 году, при подходе фашистов к Одессе, коллекцию вин решено было эвакуировать, её погрузили на баржу, которую буксир пытался вывезти. Однако все усилия оказались тщетными, в 50 километрах от Одессы, на рейде близ украинского города Очаков, баржа попала под немецкую бомбежку и пошла ко дну. С момента потопления и по наши дни предпринимаются попытки найти затопленное судно с бесценной коллекцией, но все они терпят неудачи. Тем не менее, энтузиасты копят силы и собирают новые сведения о месте крушения баржи. А пока собрание вин великого ученого винодела покоится на дне Чёрного моря.

## Награды и звания
- Василий Таиров являлся членом-корреспондентом и действительным член 18 академий научных обществ, в том числе 6 иностранных[20].
- С 1901 года является членом постоянной комиссии виноградарства в Париже, а с 1903 года и до конца жизни занимал должность вице-президента Международной организации виноградарей и виноделов.
- Ещё до революции за заслуги в области развития виноделия и виноградарства Таиров был дважды удостоен высшей награды «Гран-при», а также чина Действительного статского советника, пяти золотых медалей, пяти дипломов первой степени, четырнадцати орденов и других наград России[21]
- В советское время, став профессором, получил ученую степень доктора сельскохозяйственных наук[21].

## Память
- В Одессе имя учёного носит национальный Институт виноградарства и виноделия(ННЦ «Институт виноградарства и виноделия имени Василия Егоровича Таирова» НААН Украины). К столетию института был открыт музей, в экспозиции которого находятся личные вещи Василия Таирова, прижизненные издания его научных трудов, а также старинное лабораторное оборудование учёного[25]. Именем известного винодела и виноградаря названы также жилой массив города, посёлок городского типа, малая планета № 6356 и множество предприятий.
- Также популярно имя Василия Таирова среди виноградарей и виноделов в странах ближнего и дальнего зарубежья[23]. Именем Таирова назван винный ряд и различные географические объекты в Армении и Украине[20].
- В 2009 году проходили мероприятия посвящённые 150-летию известного винодела, в связи с чем в Национальном научном центре Института виноградарства и виноделия им. В. Е. Таирова состоялась научно-практическая международная конференция, посвященная 150-летию Таирова, темой конференции было «Состояние и перспективы развития науки о винограде и вине в XXI веке». В числе гостей праздничных мероприятий были посол Армении на Украине Армен Хачатрян, губернатор Одесской области Николай Сердюк, представители Академии аграрной науки Украины, представители Министерства аграрной политики Украины, также члены армянской диаспоры Одессы. В рамках конференции организована выставка одесских художников и музейная экспозиция.
- К юбилею известного деятеля В. Е. Таирова усилиями кандидата сельскохозяйственных наук В.В. Власова и доктора сельскохозяйственных наук В.А. Шерера была издана книга с одноимённым названием[20].
- Сегодня высшей наградой на Украине в области виноградарства является медаль имени популяризатора и организатора науки о винограде, выдающегося ученого Василия Егоровича Таирова «За весомые заслуги в развитии украинского виноградарства»[4].
- В 2000 году была выпущена почтовая марка Армении, посвященная Таирову.

## Труды
Таиров проделал большую работу по распространению и популяризации специальных научных знаний в области виноградарства и виноделия. Им было опубликовано более 500 научных и научно-популярных работ. Постоянно присутствуя на международных симпозиумах, съездах, конгрессах и конференциях, принимал деятельное участие в них, на которых им было сделано 24 доклада.
- Производство древесной уксусной кислоты в заводах Брасовского имения: канд. дисс., «Известия» академии, 1884.
- Общий обзор учебных заведений по виноделию в Австрии // Труды III-го отделения съезда русских деятелей по техническому и профессиональному образованию в России, (1889).
- Настоящее положение виноделия в России и меры к его поднятию // Труды VIII-го съезда русских естествоиспытателей и врачей, 1890.
- Библиографический указатель книг, брошюр и журнальных статей по виноградарству и виноделию, напечатанных с 1755 по 1890 годы включительно.
- Виноградное вино и алкоголизм (1915).

### Статьи
- в «Сельском Хозяине» (1886—1892);
- в «Земледельческой Газете»(1889—1893);
- в «Вестнике Русского Сельского Хозяйства» (1889—1893);
- в «Сельском Хозяине и Лесоводстве» (1888—1889);
- в «Трудах Кавказского Общества Сельского Хозяйства» (1885—1890).
- В иностранных журналах:
  - «Vigne americaine» (1890—1893);
  - «Progres agricole et viticole» (1887 и 1893);
  - «Annales de l’Ecole narionale d’agriculture de Montpellier» (1888);
  - «Wienbau und Weinhandel» (1886—1888);
  - «Weinlaube», 1887, «Zeitschrift fur analytschie Chemie» (1887), и во многих других изданиях.